# Гугедская крепость
Гугедская крепость — крепость, расположенная в шахрестане Гольпайегане около города Гугеде, Иран. В прошлом в мирное время цитадель использовалась в качестве караван-сарая, но во время войны или во время бандитских нападений могла выступать и в качестве крепости. В настоящее время цитадель используется в качестве традиционной корчмы.
Цитатель была возведена из кирпича-сырца приблизительно в XVI веке. В прошлые времена представители низших социальных классов обитали на нижних этажах крепости, в то время как для знати предназначались верхние этажи. В непосредственной близости от этих этажей в крепости были предусмотрены специальные отверстия, в которых селились голуби. Подобные «голубиные отверстия» были предусмотрены в качестве системы безопасности: считалось, что в случае ночного нападения использование для взбирания по стенам лестниц или осадных крючьев вспугнёт голубей, которые своим шумом предупредят стражу об угрозе.
Занесено в реестр национальных исторических памятников Ирана под № 2574.